# Park Jung-sun
Park Jung-sun est un homme politique et un universitaire sud-coréen.
Alors qu'il était étudiant, il a été emprisonné pendant treize ans, accusé de trahison pour appartenance au Parti révolutionnaire de la réunification qui s'opposait au régime militaire.
Devenu professeur, il est le mari de Mme Han Myung-sook, premier ministre de Corée du Sud depuis avril 2006.